# Metalepsa
Metalepsa (grč. μετάληψις - zamjenjivanje), naziv je za figuru riječi kod koje se pojam koji logički prethodi zamijeni onime koji tek iz njega proizlazi (npr. grob pa smrt). Postoje proskriptivna i retrospektivna metalepsa. Kod prve se predviđa budući događaj dok se u drugoj govori o prošlim događajima.